# Китайское женское искусство
Китайское женское искусство (англ. feminine art, кит.女性艺术) — течение современного китайского искусства, возникшее в середине 1990-х годов, которое является синтезом феминисткого искусства Запада с особенностями китайской культуры.

## История возникновения
В середине 90-х идеи западного феминизма стали оказывать своё влияние на Китай, трансформируя тем самым сознание и мировоззрение женщин Китая нового поколения. Китайское женское искусство отличается от прежнего китайского женского искусства и от искусства западных феминисток по форме и идее, и включает в себя особенности китайской культуры.
Часть художниц обращались к реализму для выражения женских душевных чувств и самоопределения в современном обществе, другая часть художниц приняли влияние феминизма Запада, обратили внимание на женский опыт и переживания, и исследовали новые методы выражения. Художницы выбрали различные художественные методы для выражения тем, которые их волновали в данный период.
Современные китайские художницы начали изучать себя и свои произведения искусства в этот период и сосредоточились на разработке уникальных подходов к стилю и технике. По мере того, как их стили развивались и становились своеобразными, эти талантливые художники также становились известными.
Исторически китайское общество было патриархальным на протяжении тысячелетий, мужчины-художники занимали лидирующие позиции в художественном творчестве. Это постоянное мужское влияние оказалось труднее преодолеть на Востоке, чем на Западе. Первые шаги в становлении китайского женского искусства сделала Пан Юйлян в 1930-х , которая одна из первых начала писать в манере западной живописи. Тем не менее, 1990-е годы ознаменовали важный период в современной китайской истории - период, в котором общество претерпело ряд важных культурных изменений. Постепенно женщины начали разрывать традиционные цепочки, позволяя появиться женской элите в культурной и идеологической сферах. Они активно участвовали во всех видах социальной деятельности как независимые личности, как равные и соперничающие со своими коллегами-мужчинами.

## Специфика течения
Большинство работ художниц данного течения касалось опыта жизни обычной женщины в Китае. Для того, чтобы передать свой посыл в творчестве художницы придерживались двунаправленной позиции: пытались донести до аудитории ощущение прошлого, уступающего место новой реальности, и ощущение реальности, которая открывает больше возможностей для женщин. Тем не менее, работы были пронизаны традиционными особенностями китайской культуры,чтобы сделать творчество более доступным и понятным для широкой публики.
По сравнению с западными художницами, которые уделяли большое внимание независимости женщин, китайские женщины 1990-х годов решили черпать вдохновение в своём искусстве из своего повседневного опыта. Они тратили больше времени на самоанализ, многие основывались на собственном жизненном опыте, ища внутри себя историю репрессированных женщин.
Иногда работы содержали слишком провокационные попытки преодоления неравенства полов в искусстве— например, фотографии с обнажённой натурой Цянь Бингэ (псевдоним Софья Сох / Sofia Soh). В некоторых произведениях современных китайских художниц (таких, как инсталляция Инь Сюэчжэнь «Взвесить обувь» или её же перформанс «Стирая реку»,1995) это направление действительно воплотило ви́дение мира женским взглядом.
Представительницы направления: Цянь Бингэ, Чэнь Цинцин, Ся Джунна, Ю Хон, Хэ Чэнъяо, Чэнь Линъян, Шэнь Лин.
Каждая художница привнесла свой вклад в развитие течения, большинство опирались на свой жизненный опыт и старались выразить в творчестве волнующие их проблемы. Например:
- Чэнь Цинцин всегда использовала такие материалы, как ткань и фибрилла, с использованием традиционных техник, таких как ткачество. И материал, и метод говорят о связи Чэнь Цинцин с древним китайским прошлым. Фибрилла была наиболее распространенным материалом для ткачества, и на протяжении всей истории Китая было распространено мнение, что «мужчины должны заниматься сельским хозяйством, а женщины должны плести».
- Ся Джунна сочетала китайскую одержимость с женской эстетикой с неуверенностью и страхом, которые китайские женщины и девушки могут испытывать в такой гнетущей среде.
- Художница Ю Хон в серии масляных картин «Witnessed The Growth», начатой в 1999 году, рассказала историю её собственной жизни.
- Работы Хэ Чэнъяо были сосредоточены на психологических темах, включая историю психических заболеваний в своей семье.
- Чэнь Линъян в своей серии фотографий «12 месяцев цветов» сочетает образы женского тела в период менструального цикла с древними социальными и культурными символами. Эта работа, посвящённая самоанализу и реальности женского тела, была подвергнута цензуре во время создания из-за того, что она была слишком провокационной.

Китайские художницы занимались искусством без рыночных ориентированности в отличие от коллег-мужчин. Представительницы китайского женского искусства 1990-х годов "создали основу для того, что станет яркой, живой, противоречивой и ценной традицией в китайском искусстве".